# NGC 1351
NGC 1351 este o galaxie lenticulară situată în constelația Cuptorul. A fost descoperită în 19 octombrie 1835 de către John Herschel. Se află la o distanță de 19,23 megaparseci de Pământ.